# Richard Lovelace
Pour les articles homonymes, voir Richard et Lovelace.
Richard Lovelace (1618–1657 ou 1658) est un poète anglais né à Woolwich, dans le Kent. Il faisait partie de l'école des Poètes Cavaliers et, comme beaucoup d'entre eux, était un royaliste fervent. Il a soutenu le roi Charles Ier pendant la Guerre civile anglaise et fut emprisonné pour cela en 1648. À soutenir financièrement les troupes royalistes durant sa captivité, il mourut dans la misère peu de temps après. Ses poèmes furent publiés dans un recueil posthume dédié à sa muse Lucy Sacheverell, qu'il appelle Lucasta.
Samuel Richardson en a fait un séducteur cynique dans son roman Clarisse Harlowe.

## Citations
Ses vers les plus connus sont tirés de la chanson À Althée, de sa prison :
Stone walls do not a prison make,
Nor iron bars a cage;
Minds innocent and quiet take
That for an hermitage
To Althea, from Prison, iv
et la fin de À Lucasta, sur le chemin de la guerre' ':
I could not love thee, dear, so much,
Lov'd I not Honour more.
To Lucasta. on going to the Wars